# Manuel Vidrio
Manuel Vidrio Solís (Teocuitatlán de Corona, 1972. augusztus 23. – ) mexikói válogatott labdarúgó. 

## Pályafutása

### Klubcsapatban
Pályafutását 1991-ben kezdte a CD Guadalajara csapatában, ahol öt évet töltött. 1996 és 1997 között a Deportivo Toluca, 1997 és 1998 között a Tecos játékosa volt. 1999-től 2002-ii a Pachuca labdarúgója volt, melynek színeiben három bajnoki címet szerzett és 2002-ben megnyerte a CONCACAF-bajnokok kupáját. 2002 és 2003 között a spanyol Osasunában szerepelt. 2003 és 2005 között a Pachucát erősítette. 2006-ban a Veracruz színeiben fejezte be a pályafutását. 

### A válogatottban
1993 és 2002 között 34 alkalommal szerepelt az mexikói válogatottban és 1 gólt szerzett. Részt vett az 1992. évi nyári olimpiai játékokon, az 1995-ös Copa Américán és a 2002-es világbajnokságon, illetve tagja volt az 1995-ös konföderációs kupán bronz, a 2001-es Copa Américán ezüstérmet szerző csapatnak is. 

## Sikerei, díjai
Pachuca
- Mexikói bajnok (2): Invierno 1999, Invierno 2001, Apertura 2003
- CONCACAF-bajnokok kupája győztes (1): 2002

Mexikó
- Konföderációs kupa bronzérmes (1): 1995
- Copa América ezüstérmes (1): 2001